# Pseudoclanis admatha
Pseudoclanis admatha är en fjärilsart som beskrevs av Pierre 1985. Pseudoclanis admatha ingår i släktet Pseudoclanis och familjen svärmare. Inga underarter finns listade i Catalogue of Life.